# Aleksandar Ćirić
Aleksandar Ćirić (serbisch-kyrillisch Александар Ћирић; * 30. Dezember 1977 in Belgrad, Jugoslawien) ist ein ehemaliger serbischer Wasserballspieler. Mit der Mannschaft von Serbien und Montenegro und mit der serbischen Nationalmannschaft gewann er bei Olympischen Spielen je eine Silbermedaille und zwei Bronzemedaillen. Bei Weltmeisterschaften erkämpfte er einmal Gold, einmal Silber und zweimal Bronze. Hinzu kamen drei Goldmedaillen sowie zwei Silbermedaillen bei Europameisterschaften.

## Karriere
Der 1,92 Meter große Aleksandar Ćirić begann seine Karriere bei VK Roter Stern Belgrad, mit diesem Verein gewann er 1993 seinen ersten Meistertitel von Serbien und Montenegro. Danach war Ćirić sieben Jahre bei VK Bečej und wurde sechsmal Landesmeister. Von 2001 bis 2007 spielte er bei Brescia, 2003 wurde das Team italienischer Meister. Nach drei Jahren bei VK Budva im mittlerweile selbständigen Montenegro wechselte Ćirić für zwei Jahre nach Barcelona und gewann dort zwei Meistertitel. 2012 kehrte er nach Serbien zurück und spielte für VK Radnički Kragujevac. Seine Karriere beendete er in der Türkei.
Mit der Studentenauswahl von Serbien und Montenegro gewann Aleksandar Ćirić 1995 die Goldmedaille bei der Universiade in Fukuoka. Ab 1997 war er auch in der Nationalmannschaft erfolgreich. 1997 gewann die Mannschaft bei den Mittelmeerspielen in Bari im Finale gegen die Kroaten. Zwei Monate später erreichte die Mannschaft aus Serbien und Montenegro mit Siegen über Spanien und Kroatien das Finale bei der Europameisterschaft in Sevilla. Im Finale siegten die Ungarn mit 3:2. Im Jahr darauf bei der Weltmeisterschaft 1998 in Perth unterlag die Mannschaft aus Serbien und Montenegro im Halbfinale den Spaniern mit 3:5. Mit einem 9:5 gegen Australien im Spiel um Bronze erreichte die Mannschaft noch die Medaillenränge. Bei den Olympischen Spielen 2000 in Sydney gewann die Mannschaft ihre Vorrundengruppe vor Kroaten und Ungarn. Nach einem Viertelfinalsieg über die Australier verlor die Mannschaft das Halbfinale gegen die Ungarn mit 7:8. Im Spiel um Bronze siegte das Team mit 8:3 gegen Spanien. Ćirić warf im Turnierverlauf vier Tore, darunter eins im Viertelfinale.
2001 bei der Europameisterschaft in Budapest besiegten die Jugoslawen im Viertelfinale die Spanier, im Halbfinale die Kroaten und im Finale die Italiener. Einen Monat später bei der Weltmeisterschaft in Fukuoka gewannen die Jugoslawen das Halbfinale gegen die Russen. Im Finale unterlagen sie den Spaniern mit 2:4. Zwei Jahre später bei der Europameisterschaft in Slowenien erreichte die Mannschaft von Serbien und Montenegro mit einem 11:7-Halbfinalsieg über die Russen das Endspiel, dort besiegte die Mannschaft die Kroaten mit 9:8 nach Verlängerung. Ćirić warf im Turnierverlauf fünf Tore. Einen Monat später wurde in Barcelona die Weltmeisterschaft 2003 ausgetragen. Nach einer Halbfinalniederlage gegen Italien besiegte die Mannschaft aus Serbien und Montenegro im Spiel um den dritten Platz die Griechen mit 5:3. Bei den Olympischen Spielen 2004 in Athen belegte die Mannschaft aus Serbien und Montenegro in der Vorrunde den zweiten Platz hinter den Ungarn, den direkten Vergleich gewannen die Ungarn mit 6:4. Mit einem 7:5 über Spanien und einem 7:3 gegen Griechenland erreichte die Mannschaft aus Serbien und Montenegro das Finale. Dort verlor sie mit 7:8 gegen die Ungarn. Ćirić warf zwei Turniertore, davon eins im Finale. 2005 nahm die Mannschaft aus Serbien und Montenegro letztmals gemeinsam an einem Turnier teil. Bei der Weltmeisterschaft in Montreal besiegte das Team im Halbfinale die Kroaten mit 5:4 und im Finale die Ungarn mit 8:7.
Nach der Unabhängigkeit Montenegros war Serbien 2006 Gastgeber der Europameisterschaft in Belgrad. Die serbische Nationalmannschaft gewann ihre Vorrundengruppe und bezwang im Halbfinale die Rumänen mit 13:6. Im Finale siegten die Serben mit 9:8 gegen Ungarn. Bei der Europameisterschaft 2008 in Malaga trafen im Finale die Mannschaften aus Montenegro und aus Serbien aufeinander. Montenegro siegte in der Verlängerung mit 6:5 und gewann damit den ersten Titel bei einer internationalen Meisterschaft für das seit 2006 unabhängige Montenegro. Bei den Olympischen Spielen in Peking wurden die Serben in ihrer Vorrundengruppe Dritte. Im Viertelfinale bezwangen sie die Spanier mit 9:5. Nach der 5:10-Niederlage gegen das Team aus den Vereinigten Staaten siegten die Serben im Spiel um Bronze mit 6:4 gegen die Montenegriner. Ćirić warf im Turnierverlauf fünf Tore, darunter das erste Tor im Spiel um Bronze.
Nach seiner Aktivenlaufbahn wurde Ćirić Wasserballtrainer, von 2019 bis 2023 trainierte er die Frauenmannschaft von Olympiakos Piräus und gewann jeweils den griechischen Meistertitel. Sein Bruder Mihajlo Čirić war als Schiedsrichter bei zwei olympischen Wasserballturnieren dabei.